# Maurice Rouvier
Pour les articles homonymes, voir Rouvier.
Maurice Pierre Rouvier, né le 17 avril 1842 à Aix-en-Provence (Bouches-du-Rhône), et mort le 7 juin 1911 à Neuilly-sur-Seine (Hauts-de-Seine), est un banquier, journaliste et homme d'État français.
Républicain opportuniste, il est député, plusieurs fois ministre et à deux reprises président du Conseil des ministres.

## Biographie

### Jeunesse et études
Né d'une famille de petits commerçants d'origine provençale, Maurice Rouvier fait des études de commerce aux classes commerciales du lycée de Marseille, actuel lycée Thiers. Parce qu'il y côtoyait l'héritier de la dynastie bancaire marseillaise Zafiropoulos, il y devient employé à la sortie du lycée.

### Parcours professionnel
Il fait rapidement une brillante carrière. Il organise avec Gaston Crémieux la Ligue de l'Enseignement, collaborant en même temps au Peuple puis au Rappel de la Provence, journaux démocratiques marqués à l'extrême gauche, soutenant Léon Gambetta à Marseille puis créant le journal L'Égalité. Il est de la première insurrection contre l'hôtel de ville en novembre 1870.
Après la chute de l'Empire, il est nommé secrétaire général de la préfecture des Bouches-du-Rhône.
Il est élu député le 2 juillet 1871 sur une liste de conciliation entre républicains et radicaux. Inscrit à l'Union républicaine, il œuvre contre l'exécution de Gaston Cremieux, écrivant contre la commission des grâces et emboîtant le pas à Francisque Ordinaire. Il est de ce fait menacé de poursuites en 1872.
Le 3 septembre 1872, il épouse la sculptrice et femme de lettres Marie-Noémi Cadiot.
Soutenant Thiers, il vote les lois constitutionnelles de 1875. Réélu en 1876, il dépose un projet d'amnistie partielle en faveur des communards. La même année, il devient secrétaire de la Chambre. Réélu en 1877, il soutient — quoiqu'à gauche — la politique scolaire et coloniale des ministères républicains. Réélu en 1881, il demande la séparation de l'Église et de l'État. Le 14 novembre de cette même année, il accepte le portefeuille du Commerce et des Colonies dans le ministère Gambetta, ministère prenant fin le 26 janvier 1882.
Maurice Rouvier devient alors proche des milieux d'affaires et se lie avec Jacques de Reinach. Du 14 octobre 1884 au 30 mars 1885, il est ministre du Commerce dans le gouvernement de Jules Ferry.
En 1885, il est battu au premier tour des élections législatives dans les Bouches-du-Rhône et se présente dans les Alpes-Maritimes, où il est élu avec le soutien d'Alfred Borriglione, député-maire républicain modéré de Nice. Il choisit ensuite la circonscription de Grasse comme candidat opportuniste. Il devient également conseiller général de Breil-sur-Roya et président du conseil général des Alpes-Maritimes.
Le 30 mai 1887, Jules Grévy le nomme président du Conseil. Rouvier prend également le ministère des Finances, des Postes et du Télégraphe. À la suite du scandale des décorations, il remet sa démission à Sadi Carnot, qui a succédé à Jules Grévy. Il devient également président de l'Union des gauches puis, en tant que président de l'Association nationale républicaine, contribue à la lutte contre le boulangisme. Il participe ensuite au second gouvernement de Pierre Tirard, le 22 février 1889, dans lequel il est ministre des Finances. Il reste en place jusqu'au 12 décembre 1892 (cabinets Charles de Freycinet, Émile Loubet et Alexandre Ribot). En 1892 – 1893, alors ministre des Finances, il est mis en cause lors du scandale de Panama. Il démissionne ; l'assemblée vote la levée de son immunité parlementaire. Un non-lieu lève les soupçons le 7 février 1893 et il est réélu à Grasse la même année puis en 1898.
Maurice Rouvier redevient ministre des Finances le 7 juin 1902, dans le ministère d'Émile Combes. Le 4 janvier 1903, il quitte la Chambre pour le Sénat. Après la démission du ministère Combes, dont la majorité s'est affaiblie à la suite de l'affaire des fiches, et le triomphe du bloc des gauches, Rouvier forme son propre cabinet. À cette occasion, Clemenceau l'avertit : « Ce n'est pas un conseil de ministres, c'est un conseil d'administration ! ».
Du 24 janvier 1905 au 7 mars 1906, il dirige deux cabinets successifs. Son gouvernement est renversé à la suite des troubles provoqués par la crise des inventaires.
C'est en tant que ministre de l'Instruction publique, des Beaux-arts et des Cultes qu'il signe la loi dite de « séparation des Églises et de l'État » du 9 décembre 1905, loi faisant la réputation d'Aristide Briand.
La fin de l'influence de Rouvier commence après la chute de ce ministère (règlement du contentieux avec l'Espagne sur l'affaire marocaine). Il a pour successeurs Clemenceau et Caillaux et ne retrouve plus qu'une gloire de surface dans les différentes commissions du Sénat. Il est président de la commission de surveillance de la Caisse des dépôts et consignations de 1909 à 1911.

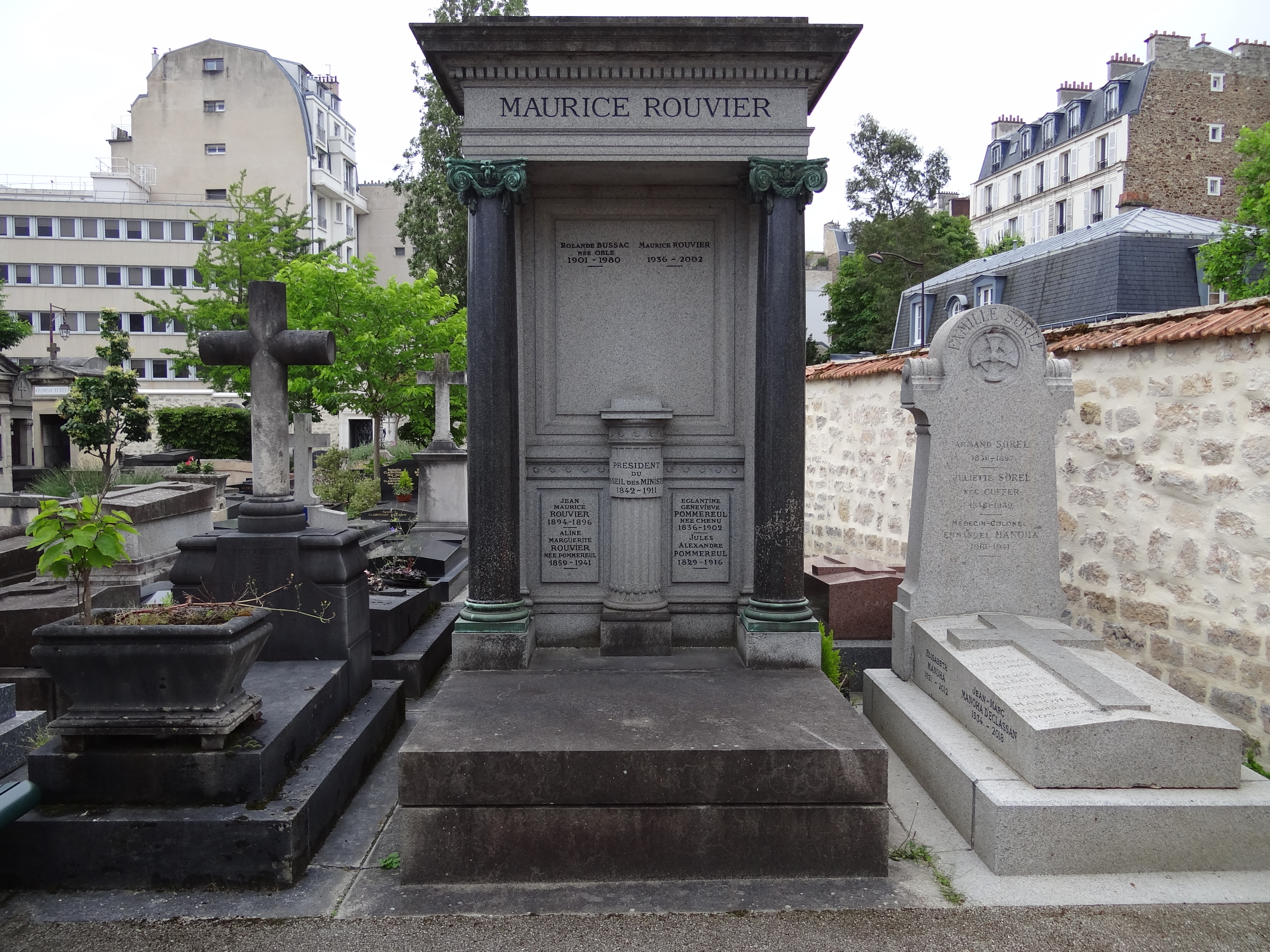
Le tombeau de Maurice Rouvier au cimetière ancien de Neuilly-sur-Seine.

Maurice Rouvier meurt le 7 juin 1911 à l'âge de 69 ans dans son hôtel particulier de Neuilly-sur-Seine. Son tombeau se trouve au cimetière ancien de cette commune.

## Positionnement
D'abord proche d'Esquiros, de Crémieux et de Léon Gambetta, Maurice Rouvier est caractéristique des républicains opportunistes. Son évolution vers les milieux d'affaires en fait un libéral favorable au libre-échange.
Républicain, il s'est également engagé en franc-maçonnerie.

## Détail des mandats et fonctions
- Député des Bouches-du-Rhône de 1871 à 1885.
- Ministre du Commerce lors du gouvernement Léon Gambetta en 1881 – 1882 (ce portefeuille était rattaché lors des précédents gouvernements de la Troisième République au ministère de l'Agriculture).
- Ministre du Commerce lors du gouvernement Jules Ferry (2) en 1884 – 1885.
- Député des Alpes-Maritimes de 1885 à 1903.
- Conseiller général, élu dans le canton de Breil-sur-Roya, de 1886 à 1911.
- Ministre des Postes et Télégraphes dans son propre gouvernement (1) 1887
- Ministre de Finances
  - 1887 dans son propre gouvernement (1) ;
  - 1889 – 1890 lors du gouvernement Pierre Tirard (2) ;
  - 1890 – 1892 lors du gouvernement Charles de Freycinet (4) ;
  - 1892 lors du gouvernement Émile Loubet et le gouvernement Alexandre Ribot (1) ;
  - 1902 – 1905 lors du gouvernement Émile Combes ;
  - 1905 dans son propre gouvernement (2).
- Ministre des Affaires étrangères dans son propre gouvernement (2) en 1905.
- Président du conseil général des Alpes-Maritimes de 1890 à 1911.
- Sénateur des Alpes-maritimes de 1903 à 1911
- Président du Conseil :
  - du 30 mai 1887 au 3 décembre 1887 : gouvernement Maurice Rouvier (1) ;
  - du 24 janvier 1905 au 18 février 1906 : gouvernement Maurice Rouvier (2) ;
  - du 18 février 1906 au 7 mars 1906 : gouvernement Maurice Rouvier (3).